# Фошан
Фошан (佛山) град је Кини у покрајини Гуангдунг. Према процени из 2009. у граду је живело 769.353 становника.

## Становништво
Према процени, у граду је 2009. живело 769.353 становника.
| 1990.   | 2000.   | 2009    |
| ------- | ------- | ------- |
| 259.132 | 474.409 | 769.353 |